# Université George-Washington
Ne doit pas être confondu avec Université de Washington, Université d'État de Washington ou Université Washington de Saint-Louis.
Pour les articles homonymes, voir GWU.
L'université George Washington (en anglais : George Washington University, GWU) est une université privée située à Washington. Fondée le 9 février 1821 sous le nom de « Columbian College » sur un terrain donné par George Washington, elle est aujourd'hui une des plus anciennes universités des États-Unis. Son campus, dans le quartier historique de Foggy Bottom, est situé à quelques rues de la Maison-Blanche et du National Mall.
L'université George Washington est régulièrement classé par The Princeton Review comme une des universités les plus actives politiquement, tandis que l'Elliott School of International Affairs est considérée comme une des meilleures écoles de relations internationales, aussi bien dans les classements nationaux qu'internationaux (celle-ci est classée 9e meilleure université du monde dans le domaine des relations internationales selon le magazine The Foreign Policy[réf. nécessaire]).

## Historique

### Fondation et histoire ancienne

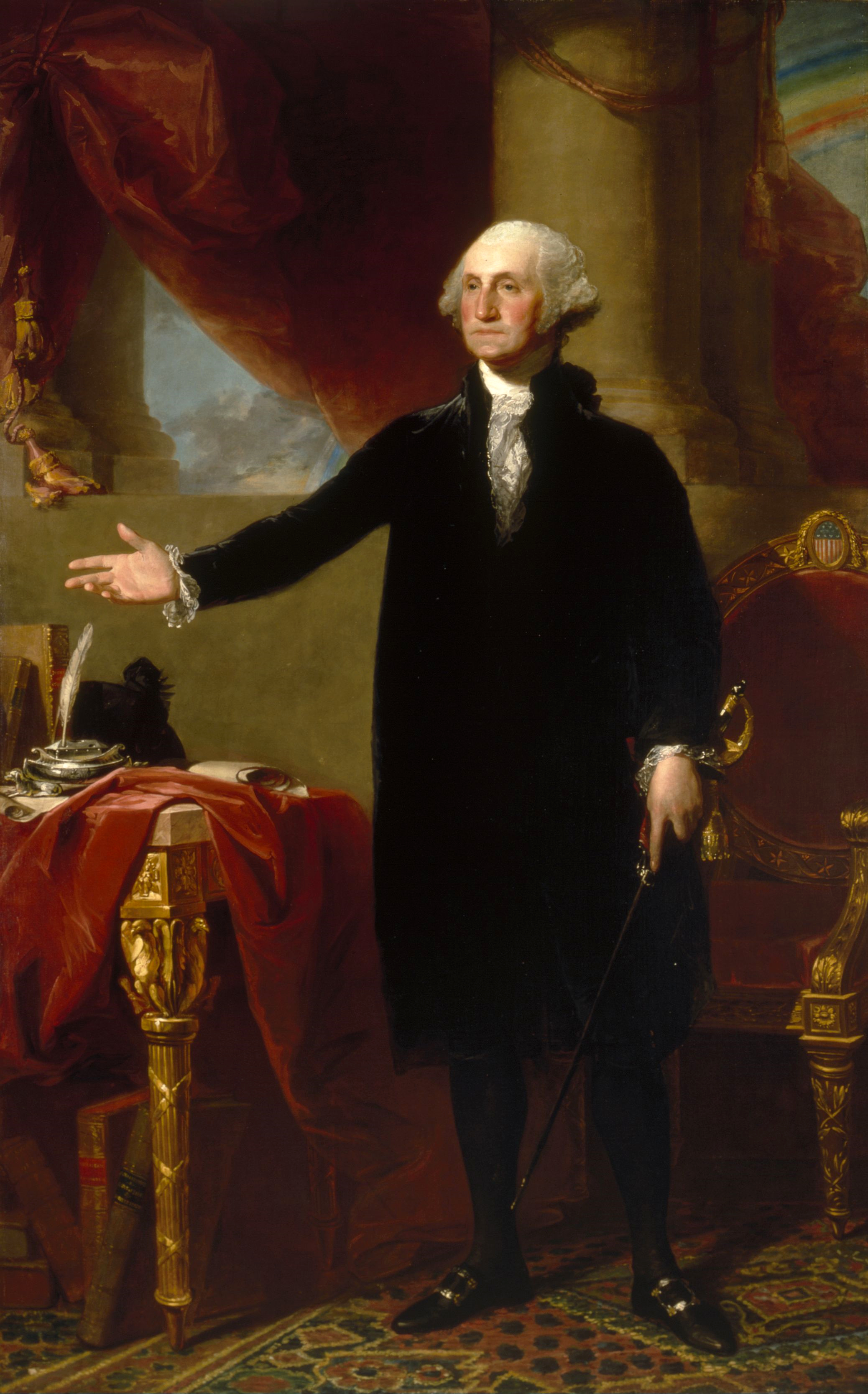
Portrait de George Washington, l'homonyme de l'université.

Le premier président des États-Unis, George Washington, avait longtemps plaidé pour la création d'une université dans le district de Columbia. Dans son testament, il lègue cinquante actions de la Potomac Company pour soutenir une telle institution. Il écrit :

« Je donne et lègue à perpétuité cinquante actions que je détiens dans la compagnie Potomac (en vertu des lois précitées de l'Assemblée législative de la Virginie) en vue de la dotation d'une université établie dans les limites du District de Columbia, sous les auspices du Gouvernement général, si ce gouvernement devait incliner à tendre une main favorable. »

Les actions se sont révélées ne pas valoir beaucoup, mais l'idée de Washington pour une université a prévalu.
Conscient de la volonté de Washington Luther Rice (en), missionnaire baptiste, a collecté des fonds pour acheter un site pour un collège pour éduquer les citoyens à Washington. Un grand bâtiment a été construit sur College Hill, maintenant connu sous le nom « Meridian Hill », et le 9 février 1821, le président James Monroe a approuvé la charte du Congrès la création du Columbian College non-confessionnel, dans le district de Columbia.
L'inauguration en 1824 est considérée comme un évènement important pour la jeune ville de Washington. Étaient présents le président Monroe, John C. Calhoun, Henry Clay, La Fayette, et d'autres dignitaires. Pendant la guerre de Sécession, la plupart des étudiants partirent pour rejoindre la Confédération et les bâtiments du collège ont été utilisés comme hôpital et caserne. Walt Whitman a été parmi le grand nombre des bénévoles à travailler sur le campus. Après la guerre civile en 1873, Columbian College devenu Columbian University a déménagé au centre-ville sur les rues 15 et H, NW. En 1904, Columbian University a changé son nom pour « université George Washington » en accord avec la George Washington Memorial Association. L'université a déménagé ses activités principales à Foggy Bottom en 1912.
L'université George Washington, comme beaucoup de Washington, a de nombreuses traces d'origines franc-maçonniques. La Bible utilisée pour que les présidents d'université prêtent serment est la Bible de franc-maçon de George Washington. Les symboles de la franc-maçonnerie sont bien en vue sur le campus, y compris dans les fondations de la plupart des bâtiments universitaires. Les francs-maçons se sont sentis un lien spécial pour aider financièrement l'école au long de son histoire.

### Développement
La majorité de l'infrastructure actuelle et la stabilité financière au GW est due à la longévité des mandats des présidents Cloyd Heck Marvin, Lloyd Hartman Elliott, et Stephen Joel Trachtenberg. Dans les années 1930, l'université était le centre de la physique théorique. Le cosmologiste George Gamow produit un travail critique sur la théorie du Big Bang à GW dans les années 1930 et 1940.
Dans l'un des moments les plus importants du XXe siècle, Niels Bohr a annoncé que Otto Hahn avait réalisé avec succès la fission l'atome le 26 janvier 1939 à la Cinquième Conférence de Washington sur la physique théorique. Au cours de la guerre du Viêt Nam, Thurston Hall, un dortoir de premier cycle logeant 875 étudiants fut (selon le folklore du campus) une base pour les manifestations anti-guerre estudiantines (au 1900 F Street NW, le bâtiment est de 3 blocs de la Maison-Blanche). En 1996, l'Université a acheté le Mount Vernon College for Women dans le quartier Foxhall (en) de la ville qui est devenu le campus mixte Mount Vernon Campus. Le campus a d'abord été utilisé en 1997 seulement pour les femmes, mais il est devenu mixte en quelques années. Le campus de Mount Vernon est maintenant totalement intégré dans la communauté GW, siégeant en tant que complément au campus de Foggy Bottom. En décembre 2006, l'université a nommé comme procain président Steven Knapp (en) principal de l'université Johns-Hopkins. Il a commencé sa présidence le 1er août 2007.

## Campus

### Foggy Bottom
Le campus principal de GW se compose de 43 acres dans le quartier historique Foggy Bottom et est situé à quelques blocs de la Maison-Blanche et du National Mall. À part quelques bâtiments périphériques, les limites du campus sont délimitées par Pennsylvania Avenue, 19th Street, E Street, et Virginia Avenue. L'université possède une grande partie de l'immobilier à Foggy Bottom et le loue à des locataires différents, y compris la Banque mondiale et le Fonds monétaire international. D'autres institutions à proximité incluent le Harry S. Truman Building (Direction du département d'État), John F. Kennedy Center for the Performing Arts, Institut des États-Unis pour la paix, Watergate, et les ambassades d'Arabie saoudite, du Mexique, d'Espagne, d'Uruguay, et de Bosnie-Herzégovine.
L'université a une présence significative dans le quartier. Des affiches indiquant la position relative des différents bâtiments de l'université se trouvent à presque tous les coins de rue. L'association étudiante (Centre Marvin), plusieurs résidences, bâtiments des médias et des affaires publiques, centre académique et autres grands édifices universitaires sont situés dans un rayon de trois pâtés de l'University Yard (le quadrilatère d'origine du campus). Le quartier voisin entourant la bibliothèque principale de George Washington, Gelman Library, constitue la plaque tournante du campus. Le bâtiment de sept étages de la bibliothèque renferme plus de deux millions de volumes et est construit dans le style architectural brutaliste des années 1970. Il dispose d'une façade en béton ponctuée par des fenêtres qui sont divisées par des dalles verticales. La plupart de l'année, les pièces de la bibliothèque sont ouvertes 24 heures par jour, sept jours par semaine pour un usage par des étudiants, professeurs et employés. Le niveau supérieur de la bibliothèque est le foyer de la National Security Archive, un institut de recherche qui publie les dossiers déclassifiés du gouvernement américain concernant des thèmes choisis de la politique étrangère américaine. C'était une demande de la National Security Archive, le Freedom of Information Act, demande qui a finalement rendu publics les prétendus « Family Jewels » de la Central Intelligence Agency.
Adjacents à la bibliothèque se trouvent le Lisner Auditorium et une grande aire ouverte appelée Kogan Plaza, ainsi que la Bibliothèque et centre national Churchill. L'hôpital universitaire est situé à côté de l'entrée de la gare de métro,, Le campus de Foggy Bottom contient la plupart des dortoirs résidentiels dans lesquels vivent les étudiants de GW. Les plus notables sont: Ivory Tower, Thurston Hall, Madison Hall, Potomac Hall, Fulbright Hall, Mitchell Hall, Schenley Hall, Munson Hall, Jacqueline Bouvier Kennedy Onassis Hall, Amsterdam Hall, The West End et la résidence la plus récente South Hall.
À la fin de 2007, a commencé la construction pour un usage mixte d'habitation, bureaux et commerces de détail située sur le site de l'ancien hôpital GW (Square 54) et juste à l'est de la Foggy Bottom-GWU station Metrorail.

### Mount Vernon
En 1999, l'université a acquis les 23 acres de Mount Vernon College pour le campus des femmes et l'a rebaptisé The George Washington University - Mount Vernon Campus.
Surnommés « Les Vern », les élèves de ce campus sont les voisins de l'ambassade d'Allemagne à Washington dans le quartier Foxhall. Le campus est desservi par un service de navette de 24 heures surnommé « Vern Express ».
Malgré le fait que ses dortoirs soient mixtes, l'héritage du campus de collège pour les femmes a été conservé avec le Programme Elizabeth Somers Women's Leadership Program, un programme de résidences universitaires pour les étudiantes de première année. Le campus de Mount Vernon accueille également infrastructures de sports extérieurs de l'université. Le campus de Mount Vernon, a été abondamment promu par l'Université à attirer plus d'étudiants. Des événements exclusifs tels que le Fountain Day, (maintenant combinés avec Spring Fling du Campus de Foggy Bottom en Fountain Fling, à compter du printemps 2009) incitent les élèves à explorer et utiliser les installations du campus.
The Mount Vernon Campus offre également des services spéciaux tels que le prêt de DVD gratuits et de meilleurs services de restauration pour rendre l'endroit plus convivial.
Parallèlement aux services de restauration sur le campus, des restaurants entourent le campus à proximité, dont un grand nombre d'acceptent Colonial Cash (la monnaie officielle des étudiants GWU) et livrent gratuitement. L'université développe également le campus pour les étudiants de première année où elle a commencé un nouveau projet d'habitation à l'été 2008 pour loger 287 étudiants supplémentaires.

### Ashburn, et autres centres
L'université George Washington exploite également un campus à Ashburn, Virginie pour le troisième cycle (près de l’aéroport international Dulles) et de plusieurs autres centres d'enseignement satellites, dont le Alexandria Graduate Éducation Center, Alexandria, le Graduate Éducation Center à Arlington, et le Hampton Roads Center à Newport News. Le campus de Ashburn accueille des installations du Conseil national de la sécurité des transports.

## Organisation

### Université
L'université George Washington est régie par un conseil d'administration et par le président qui sont chargés de la gestion de l'institution dans son ensemble et de fournir une vision d'avenir.L'actuel président du conseil d'administration est W. Russell Ramsey. Ramsey est un homme d'affaires qui est connu comme le cofondateur du Friedman, Billings, Ramsey Group, une banque d'investissement numéro un aux États-Unis. Il est actuellement le président-directeur général et directeur informatique de Ramsey Asset Management. Le président actuel est Steven Knapp qui fut le principal de l'université Johns-Hopkins, avant d'être choisi par le conseil d'administration en 2007. Knapp est le seizième président de l'université. Il n'existe actuellement aucun représentant étudiant au conseil, une question éternellement controversée dans les élections de l'association des étudiants. Néanmoins, en 2004, les étudiants ont voté en faveur de la représentation au conseil d'administration.

### Les écoles et les collèges
GW est organisé en douze écoles et collèges ayant chacun sa propre organisation.

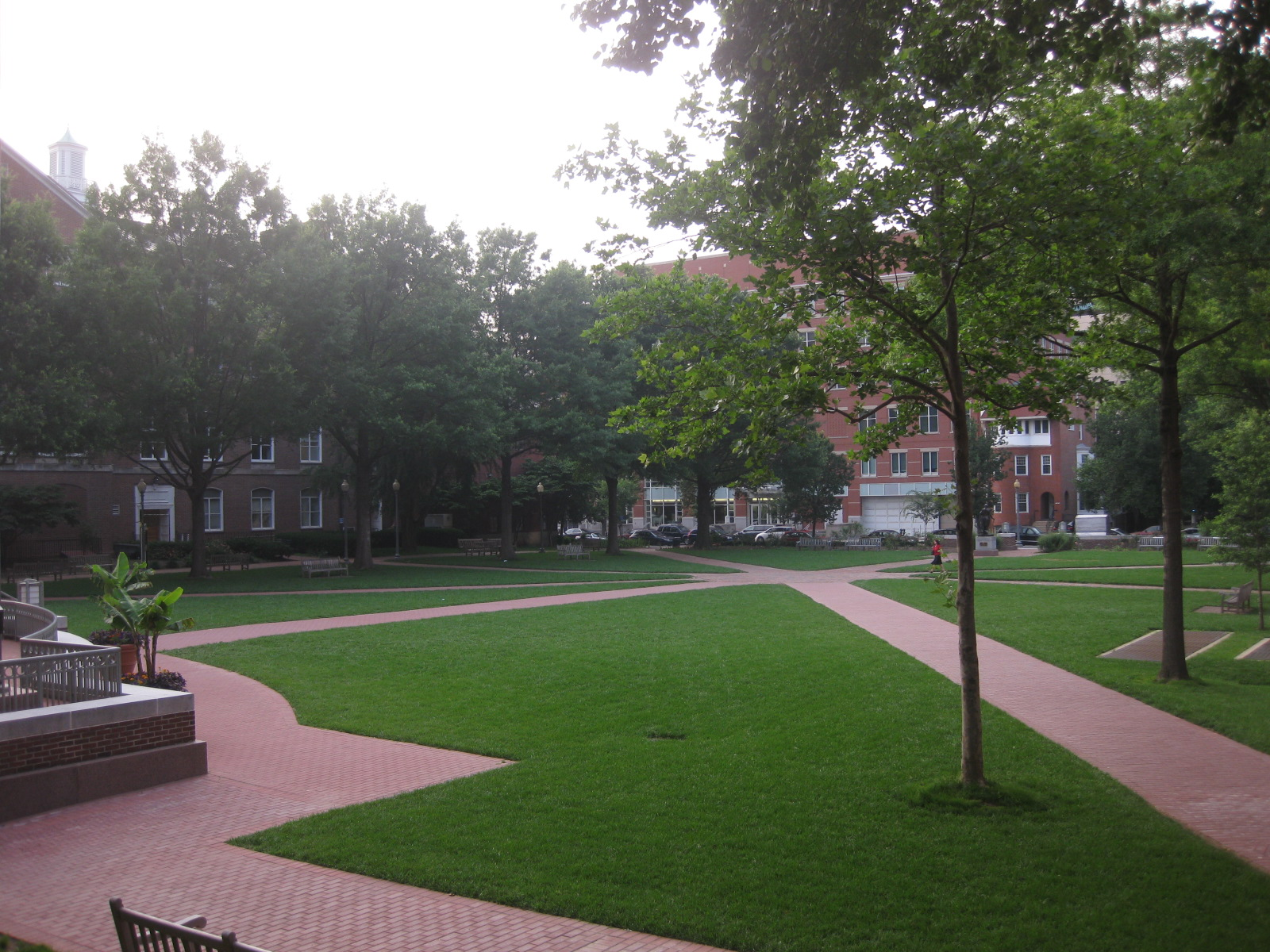
University Yard avec Corcoran Hall sur la gauche et University Yard sur la droite, de l'autre côté de H Street.

| Undergraduate & Graduate Schools of The George Washington University | Undergraduate & Graduate Schools of The George Washington University | Undergraduate & Graduate Schools of The George Washington University | Undergraduate & Graduate Schools of The George Washington University | Undergraduate & Graduate Schools of The George Washington University | Undergraduate & Graduate Schools of The George Washington University |
| -------------------------------------------------------------------- | -------------------------------------------------------------------- | -------------------------------------------------------------------- | -------------------------------------------------------------------- | -------------------------------------------------------------------- | -------------------------------------------------------------------- |

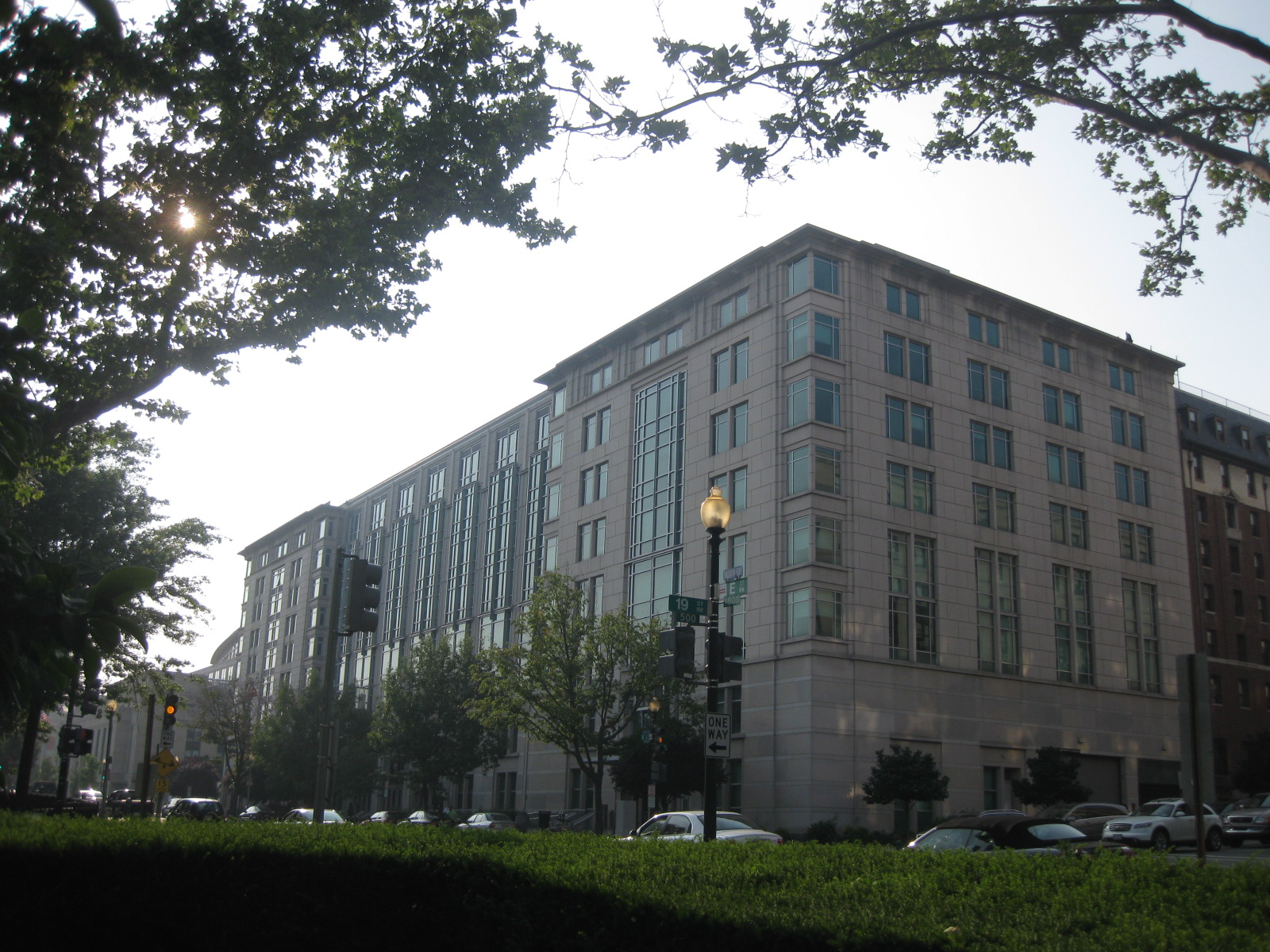
Le bâtiment Elliott School, au 1957 E St NW, a été ouvert en 2003, lors d'une cérémonie mettant à l'honneur Colin Powell, ancien élève devenu secrétaire d'État des États-Unis.

| Columbian College of Arts and Sciences (en)                          | School of Media and Public Affairs (en)                              | School of Business (en)                                              | Elliott School of International Affairs (en)                         | School of Public Health and Health Services (en)                     | School of Engineering and Applied Science (en)                       |

| Graduate Schools of The George Washington University                | Graduate Schools of The George Washington University | Graduate Schools of The George Washington University | Graduate Schools of The George Washington University | Graduate Schools of The George Washington University | Graduate Schools of The George Washington University  |
| ------------------------------------------------------------------- | ---------------------------------------------------- | ---------------------------------------------------- | ---------------------------------------------------- | ---------------------------------------------------- | ----------------------------------------------------- |
| Trachtenberg School of Public Policy and Public Administration (en) | Graduate School of Political Management (en)         | School of Medicine and Health Sciences (en)          | George Washington University Law School (en)         | College of Professional Studies                      | Graduate School of Education & Human Development (en) |

Le Columbian College of Arts et Sciences (CCAS) est le plus ancien et le plus grand collège de l'université, fondée en 1821; au début de l'histoire de l'université, il n'y avait pas de distinction entre ce collège et l'université.
La School of Media and Public Affairs (SMAP), et la Trachtenberg School of Public Policy and Public Administration (SPPPA) appartiennent à ce collège, même si elles sont gérées séparément.
Le Columbian College a été parmi les premières institutions américaines d'accorder le Doctorat de Philosophie (Ph.D.) en 1888 et se distingue par sa diversité académique. Néanmoins, le corps étudiant n'a pas la diversité ethnique en ligne avec la population. Tandis que les Noirs représentent 55 % de la population du district de Columbia, et 12,1 % de la nation dans son ensemble, ils ne représentent que 2,3 % de la population étudiante.
La School of Media and Public Affairs (École des médias et des affaires publiques), bien gérée séparément, appartient à la Columbian College of Arts en sciences.
Elle propose deux diplômes de premier cycle, Journalism and Mass Communication and Political Communication et une maîtrise Media and Public Affairs. Elle est logée dans le même bâtiment que la Graduate School of Political Management.
Le Public Affairs Project du GWU, qui fait partie de la SMPA, est responsable de la création et la production de Planet Forward (en) un programme du PBS. SMAP est l'une des rares écoles dans le pays, et GWU fut la première à délivrer un baccalauréat en communication politique. Le programme bénéficie de la participation de professionnels retraités et actifs, y compris les correspondants de CNN, des journalistes, analystes politiques et professionnels de campagne.

La School of Medicine and Health Sciences (École de médecine et sciences de la santé) (SMHS), ou plus simplement faculté de médecine George Washington, a été fondée en 1824 en raison du besoin en médecins dans le district de Columbia. En 1981, le Centre médical est devenu centre de la scène nationale, lorsque le président Ronald Reagan a été précipitamment conduit dans la salle d'urgence après une tentative d'assassinat. La zone des salles d'urgence a été rebaptisé la Ronald Reagan Institut de médecine d'urgence, et d'autres politiciens, comme l'ancien Vice-Président Dick Cheney, sont venus à GW pour des consultations ou procédures d'urgence. Cheney et son épouse Lynne Cheney ont ensuite aidé à promouvoir le B. Richard et V. Lynne Cheney Cardiovascular Institute (en) en 2006. D'autres exemples comprennent l'ancienne First Lady Laura Bush, qui a été soignée pour un nerf pincé il y a quelques années. Une école associée dans l'université est la School of Public Health and Health Services (SPHHS) (École de santé publique et de santé). 
George Washington University Law School a été fondée en 1826 et est la plus ancienne école de droit du District de Columbia. Des juges de la Cour suprême, comme William Strong, David J. Brewer (en), John Marshall Harlan ont été parmi ceux qui ont enseigné. Les juges John Roberts, Samuel Alito, Antonin Scalia ont présidé à son tribunal-école respectivement en 2006, 2007 et 2009.
La Graduate School of Éducation & Human Development (GSEHD) a toujours été l'une meillueres écoles d'éducation aux États-Unis. Inaugurée officiellement lancé en 1909, l'école est composée de trois départements académiques distincts, et c'est l'une des plus grandes écoles au sein de GW.
U.S. News & World Report a classé son programme d'études supérieures dans le top 20, et ses a été dépenses de recherche 5e.
La School of Engineering and Applied Science (SEAS) a été fondée le 1er octobre 1884 en tant que « Corcoran Scientific School of Columbian University ». L'école séparée du Columbian College en 1962 et fut l'une des premières à accepter des femmes à la candidature de diplôme d'ingénieur et a délivré le plus de diplômes de doctorat d'ingénieur à des femmes dans le pays. Le bazooka y fut inventé en 1942.
Elliott School of International Affairs (ESIA) fondée en 1898 comme les écoles de jurisprudence comparative et de diplomatie. Sous la présidence de Lloyd Elliott, l'école a été complètement séparée de Columbian College. Le 3 septembre 2005, un ancien élève, Colin Powell, a inauguré le nouveau complexe de cette école au 1957 E Street NW face le département d'État.
La George Washington School of Business a été fondée avec un don d'1 million de dollars du Conseil suprême maçonnique de Rite Écossais de la Juridiction Sud en 1928. Le programme temps partiel, du MBA ou « Professional MBA » est un programme de format flexible qui est actuellement classé 26e de nation selon US Nouvelles et World Report. Le 6 février 2006, le président de FedEx Frederick Smith a ouvert un nouveau complexe pour l'école appelée Duquès Hall. La School of Business est maintenant située dans le Ric & Dawn Duquès Hall, du nom d'un diplômé de troisième cycle et membre de la fraternité Alpha Kappa Psi (en) Ric Duquès.{/1}
Pendant la présidence Trachtenberg, l'université a également commencé à fournir une formation professionnelle. Les écoles fondées au cours de son mandat ont été le Collège d'études professionnelles, et la Graduate School of Political Management.

## Universitaires

### Admission

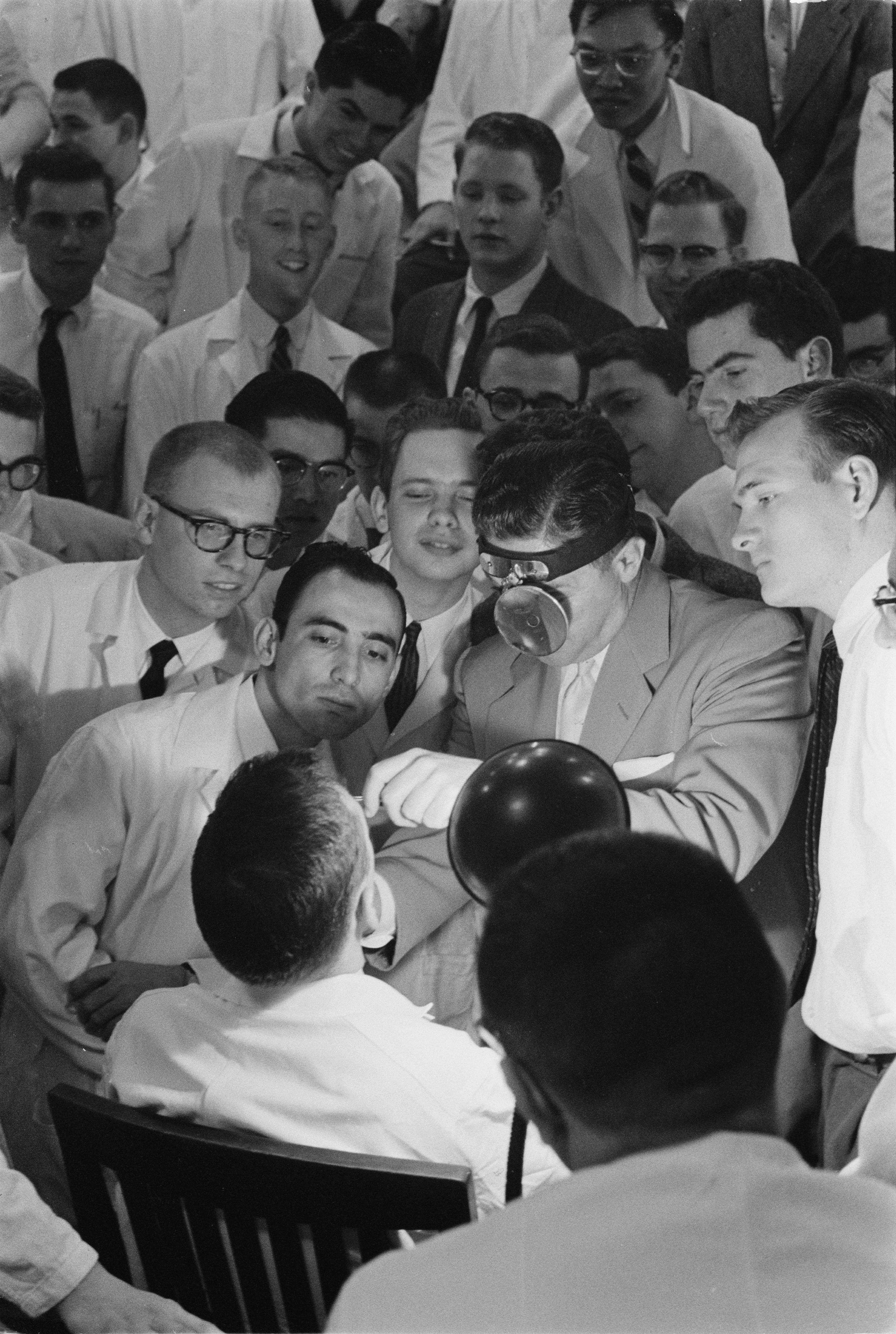
Étudiants en médecine en cours (1958).

GW a reçu plus de 19 300 demandes et admis 6 750 étudiants pour la promotion de 2012, soit environ 36 % des candidats.
Les étudiants de GW sont appelés à participer à une variété de possibilités d'éducation. 9 700 étudiants de premier cycle à plein temps étudient dans 87 matières majeures dont 1 500 en entreprise, 500 en ingénierie, en 2 000 dans les affaires internationales, 700 dans les communications et les médias, 800 en sciences et en mathématiques, 2 900 en sciences sociales, et 1 300 dans les arts, les langues et sciences humaines. Près de 900 étudiants participent chaque semestre aux Programmes d'étude à l'étranger de GW dans 50 pays.
En outre, environ 125 nouveaux étudiants chaque automne rejoignent les 500 étudiants de l'University Honors Program.
L'université George Washington a été classée par The Princeton Review (en) dans le Top-10 pour les catégories suivantes:
- Politiquement les plus actives
- Les dortoirs comme des palais
- Collège des Grands Villes
- Meilleures du Nord-Est

En discutant du classement de l'université, qui est actuellement 53e de la nation, le président Trachtenberg a expliqué pourquoi son classement était sans conséquence : « Des fois j'aide ma femme à cuisiner, et je reste là à la regarder, et elle consulte une recette dans un livre, et elle dit : « Hmm, trois pincées de sel, je pense que ça va être trop salé », et elle en met seulement deux pincées », dit-il. « Vous ne pouvez pas faire les choses en fonction de ce que certains magazines vous disent de ce qu'est censée être la vie ».
Toutefois, le directeur de U.S. News data and research, Bob Morse, a fait valoir que si l'université peut publiquement minimiser son statut, elle a fait pression sur le magazine en privé pour étendre la publication de son classement au-delà de cinquante établissements. « L'idée selon laquelle ils ne se souciaient pas des classements — il ne se préoccupaient pas d'en faire la publicité mais s'en souciaient assez pour nous encourager à les mener comme ils sont publiés aujourd'hui. », dit Morse. « Leur position était, « Autant faire savoir que nous sommes 53e ». Je suis sûr qu'ils ont pensé que ça leur serait utile. ».
|                          | Undergraduate | Graduate | Moyenne USA |
| ------------------------ | ------------- | -------- | ----------- |
| Noirs                    | 6,9 %         | 9,3 %    | 12,8 %      |
| Asiatiques               | 10,2 %        | 8,9 %    | 4,4 %       |
| Blancs                   | 58 %          | 54,7 %   | 66,7 %      |
| Hispaniques              | 6,6 %         | 4,2 %    | 15,1 %      |
| Non spécifiés            | 12,5 %        | 12,1 %   | N/A         |
| Amérindiens              | 0,3 %         | 0,7 %    | 1 %         |
| Étudiants internationaux | 5,4 %         | 10 %     | N/A         |
| Hommes                   | 44,4 %        | 45,1 %   | N/A         |
| Femmes                   | 55,6 %        | 54,9 %   | N/A         |

### Scolarité
À l'université George Washington, les frais de scolarité sont assurés rester au tarif de première année pendant dix semestres continus (temps plein) de présence à l'université. Le coût de la scolarité a augmenté de 58 % au cours des sept dernières années. La scolarité pour l'année 2009-2010 est de 41 610 $ tandis que la chambre et pension est d'environ 10 000 dollars pour les nouveaux étudiants,. Ce taux de scolarité ne s'applique qu'à la classe entrants (promotion 2013) et n'augmentera pas pour ces étudiants pendant jusqu'à 10 semestres. Toutefois, GW donne aussi l'aide financière la mieux fondée sur les besoins dans le pays.

### Recherche
De grandes institutions de recherche sont utilisées par de nombreux étudiants comme la Bibliothèque du Congrès, le National Institutes of Health, la Carnegie Institution, le Thomas Jefferson National Accelerator Facility, et la National Geographic Society. De nombreux think tanks proches de fournissent aux étudiants l'occasion de participer à des projets de recherche avec des professeurs et des conseillers.

## La vie étudiante
L'université est située au centre du district de Columbia, près du Kennedy Center, des ambassades, et d'autres manifestations culturelles. Il existe de nombreuses organisations étudiantes à l'université.
GW a une Division I de programme sportifs en baseball masculin, basket-ball, cross-country, golf, gymnastique, crosse féminine, escrime, aviron, soccer, softball féminin, squash, natation et plongeon, tennis, volleyball féminin et water-polo. Les GW Colonials, équipes sportives de l'université, participent à l'Atlantic Ten Conference. Tandis que dans la Division II, seules les équipes masculine et féminine de rugby en compétition, la Potomac Rugby Union, ont obtenu quelque succès ces dernières années.

### Les organisations étudiantes et le gouvernement
Toutes les organisations d'étudiants sont gérées par la Student Association (SA). La SA est organisé à l'image du gouvernement fédéral avec un exécutif, un législatif et un judiciaire. Certains présidents de la SA ont été couronnés de succès après le collège, comme Edward « Skip » Gnehm (en) qui était l'ambassadeur en poste au Koweït pendant la guerre du Golfe et a reçu le Presidential Distinguished Service Award et deux Presidential Meritorious Service Awards.
La plus grande organisation étudiante sur le campus, déclarant un nombre d'adhésion approchant les 2 000, les GW College Democrats ont accueilli des conférenciers tels que Donna Brazile collaboratrice de CNN et ex-président du DNC Howard Dean ainsi que beaucoup d'autres. De même, les GW College Republicans ont été visités par des hommes politiques tels que John Ashcroft et l'ancien président George W. Bush.
L'International Affairs Society (IAS) gère l'équipe souvent récompensée de modèle des Nations unies de l'université, et reçoit chaque année sur son campus des conférences de modèle UN de Lycées et collèges.
Le Student Global AIDS Campaign (SGAC) de GW est l'un des plus actifs du pays en raison du nombre élevé de cas de sida à Washington.
L'association du STAND : A Student Anti-Genocide Coalition, ou « GW STAND », a été créée en 2003 et travaille avec le United States Holocaust Memorial Museum et le Genocide Intervention Network (en) pour l'information sur le génocide au Darfour. Le Global Language Group, ou « Global langues », est un organisme sans but lucratif qui offre plus de 150 cours gratuits dans cinquante langues.
Il y a des sections de nombreux groupes académiques à l'université. La section locale de la Society of Physics Students a été à un temps sous l'égide de scientifiques de renommée mondiale comme George Gamow, Ralph Alpher, Mario Schoenberg et Edward Teller, qui ont tous enseigné à l'université. La Société Enosinian, fondée en 1822, qui est l'une des plus anciennes organisations étudiantes de l'université compte parmi ses invités Daniel Webster.
Il existe plusieurs sources de nouvelles sur le campus : le bi-hebdomadaire The GW Hatchet, fondé en 1904 et The Colonial Daily, un quotidien en ligne fondé en 2004.
Il y a également une station de radio en ligne gérée par des étudiants, WRGW, qui est dans sa 79e année et une station de télévision GWTV sur le canal 6 du câble du campus et sur son site web.

#### Controverses
Le Comité des programmes a, ces dernières années, programmé un film classé X à diffuser dans le cadre des séries du semestre. Le film était associé à un débat sur le Premier amendement ou un séminaire sur les fondements sociologiques de la pornographie. Une année au milieu des années 1990, la « Porn Night » a suscité une couverture médiatique nationale ainsi qu'une protestation. Le film montré cette nuit était John Wayne Bobbitt Uncut. La protestation a été organisée, réunissant des démocrates et des républicains, chrétiens, juifs et musulmans et une foule d'organisations étudiante diverses, tous s'élevant contre la pornographie.
Un certain nombre d'administrateurs de l'université sont apparus cette nuit-là pour montrer leur soutien au droit de se réunir des étudiants et d'une part pour visualiser le film et d'autre part pour protester contre l'utilisation des frais de scolarité pour montrer le film. Le 9 octobre, le Daily Colonial rapportait que les affiches ne sont pas du YAF, mais plutôt d'une tentative de discréditer le YAF pour son implication dans la promotion de l'Islamo-Fascism Awareness Week.
Plus tard dans la journée, sept étudiants en plaidant contre le racisme présumé inhérents à l'Islamo-Fascism Awareness Week ont envoyé leur déclaration de responsabilité en ce qui concerne les affiches au GW Hatchet. Alors que le YAF et d'autres groupes conservateurs ont exigé que les étudiants soient expulsés, les services judiciaires de l'université ont trouvé les étudiants en violation de la politique de l'affichage de GW et les étudiants ont été mis en probation disciplinaire et soumis à une amende de 25 $ pour les affiches satiriques.
Le 8 novembre 2012, après une fraude avérée concernant les admissions de nouveaux élèves, l'université est retirée du ranking national et ne figure donc pas dans le classement en 2013. Kathryn Napper, responsable des admissions au sein de l'établissement, a annoncé sa démission le 12 décembre 2012.

#### Colonial Inauguration
Chaque année, les étudiants de première année sont accueillis à GW par la Colonial Inauguration, une orientation élaborée dirigée par un groupe de représentants des étudiants appelé le Colonial Cabinet. Pendant deux jours et demi, les nouveaux venus découvrent le fonctionnement de l'université et ce qui est attendu d'eux. C'est l'un des plus grands programmes d'orientation d'université du Nord-Est des États-Unis.

## Personnalités liées à l'université

### Enseignants
Comme l'université est située à quelques rues du département d'État, de la Maison-Blanche, département de l'Intérieur, et d'autres édifices importants du gouvernement fédéral, l'université attire de nombreux conférenciers invités influents et des professeurs invités. Comprenant : George Gamow (1934-1954), physicien et cosmologiste, Edward Teller (1935-1941), physicien nucléaire et le père de la bombe à hydrogène,Seyyed Hossein Nasr, fondateur et premier président de l'Académie impériale iranienne de philosophie ; Edward « Skip » Gnehm, ancien ambassadeur des États-Unis en Jordanie, au Koweït et en Australie; Marcus Raskin (en), ancien membre du conseil de sécurité nationale sous le président Kennedy et fondateur de l'Institut d'études politiques; Abba Eban, ancien vice-premier ministre israélien, le ministre de l'Éducation et la Culture et ministre des Affaires étrangères ; John Logsdon (en), membre du Columbia Accident Investigation Board, NASA Advisory Council; Frank Sesno (en), correspondant spécial de CNN; James Carafano (en), expert de la sécurité intérieure pour l'Heritage Foundation; Leon Fuerth (en), ancien conseiller à la sécurité nationale du vice-président Al Gore, James Rosenau, théoricien politique et ancien président de l'International Studies Association; Chris Kojm, directeur adjoint de la Commission 9/11 et l'Iraq Study Group ainsi que le président du Projet de discours 9/11; Dr Nancy E. Gary, ancien doyen de l'Albany Medical College, Executive Vice President de la Uniformed Services University of the Health Sciences et doyen de F. Edward Hébert School of Medicine, Roy Richard Grinker (en), anthropologue et expert sur l'autisme et les relations nord-sud-coréennes ; Edward P. Jones, qui a gagné le prix Pulitzer de la fiction en 2004 ; Faure Essozimna Gnassingbé (MBA), président du Togo depuis 2005 ; Nathan J. Brown, spécialiste du droit et de la politique du Moyen-Orient.
Le département de mathématiques a créé le prix Taylor en l'honneur de James Henry Taylor (en).

### Étudiants
Les anciens élèves de George Washington comprennent de nombreuses personnalités politiques actuelles ou du passé. Six anciens sont actuellement[Quand ?] au Sénat américain et dix à la Chambre des représentants. Il s'agit notamment du Leader des démocrates au Sénat Harry Reid et le House Minority Whip Eric Cantor. On compte dix-huit gouverneurs d'États, dont l'actuel sénateur et ancien gouverneur de Virginie Mark Warner. Parmi les personnalités de renom ayant atteint les échelons supérieurs du gouvernement des États-Unis on remarque le sénateur J. William Fulbright, l'ancienne First Lady Jacqueline Bouvier Kennedy Onassis, l'ancien secrétaire d'État Colin Powell, l'ancien chef d'état-major des armées des États-Unis le général Peter Pace, l'ancien directeur du FBI, J. Edgar Hoover et l'ancien secrétaire d'État John Foster Dulles.
D'autres anciens élèves célèbre comprennent Anwar al-Awlaki, Ralph Asher Alpher, Red Auerbach, Alec Baldwin, Dana Bash, Courtney Cox Arquette, Larry Craig, Preston Cloud, Jack Edmonds, Jason Filardi (de), José Julián Sidaoui, Ina Garten, Todd B. Hawley (en), Harold Hersey (en), Liyou Libsekal, L. Ron Hubbard, S.M. Krishna (en), Lee Kun-hee, Roy Lee, Theodore N. Lerner (en), Randy Levine, Gerardo I. Lopez (en), T.J. Miller, Darla Moore (en), Leslie Sanchez (en), Chuck Todd, Margaret Truman,Faure Gnassingbé, Kerry Washington, Bébé M, David McConnell (en), Scott Wolf et Rachel Zoe, Duane Ackerson, Shoshanna Lonstein-Gruss ou encore Reema bint Bandar Al Saoud.

### Diplômés honorifiques
L'université traditionnellement donne des grades honorifiques à des gens qui ont apporté une influence à Washington comme : J. Edgar Hoover (docteur en droit, 1935), Harry S. Truman (1946), John Wesley Snyder (secrétaire au Trésor, docteur en droit, 1947), Ulysses S. Grant III (en) (docteur en droit, 1956), John F. Kennedy (Docteur en droit, 1961), Hillary Rodham Clinton (Doctor of Public Service, 1994), Elizabeth Dole (Doctor of Public Service, 1995), William Rehnquist (docteur en droit, 1996), Sandra Day O'Connor (Docteur en droit, 2003), Barbara Bush (Doctor of Public Service, 2006) et George H.W. Bush (docteur en fonction publique, 2006).